# Blästertjärnen, Jämtland
Blästertjärnen är en sjö i Ragunda kommun i Jämtland och ingår i Indalsälvens huvudavrinningsområde. Sjön har en area på 0,0542 kvadratkilometer och ligger 376,8 meter över havet.

## Delavrinningsområde
Blästertjärnen ingår i det delavrinningsområde (703991-149999) som SMHI kallar för Mynnar i Borgan. Medelhöjden är 411 meter över havet och ytan är 5,64 kvadratkilometer. Det finns inga avrinningsområden uppströms utan avrinningsområdet är högsta punkten. Vattendraget som avvattnar avrinningsområdet har biflödesordning 4, vilket innebär att vattnet flödar genom totalt 4 vattendrag innan det når havet efter 189 kilometer. Avrinningsområdet består mestadels av skog (76 procent). Avrinningsområdet har 0,05 kvadratkilometer vattenytor vilket ger det en sjöprocent på 0,9 procent.